# Winnipeg Blue Bombers

Logo der Winnipeg Blue Bombers bis 2011

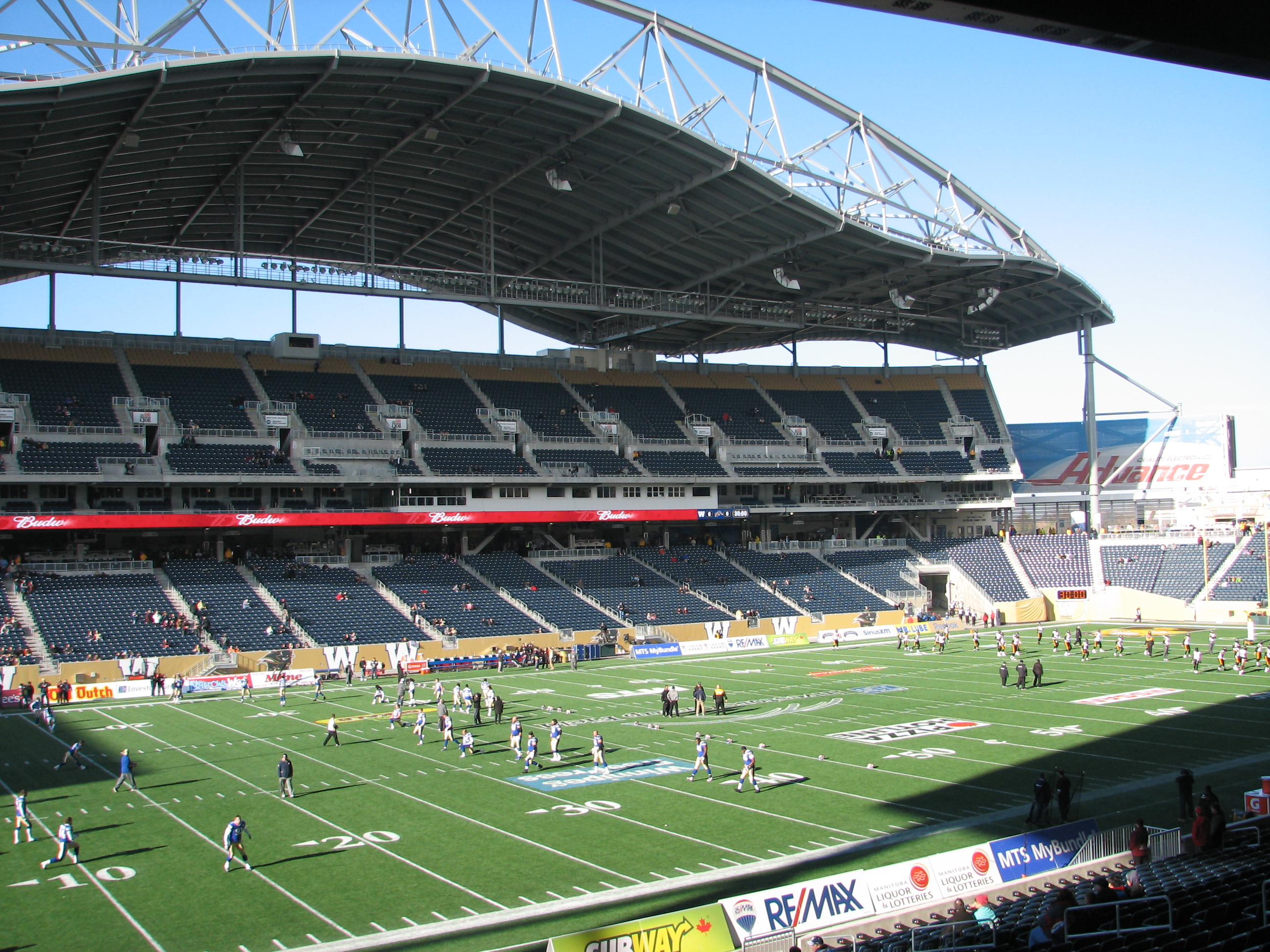
Das IG Field

Die Winnipeg Blue Bombers sind ein Canadian-Football-Team in Winnipeg (Kanada). Der Verein spielt derzeit in der Canadian Football League und dort wiederum in der West Division, früher auch in der East Division, zum Ausgleich der Anzahl der Mannschaften. Gegründet wurden sie 1930 aus dem Vorgängerteam Pegs.

## Vereinsfarben
Das Helmdesign besteht aus einem blaugeränderten, weißen W auf goldenem Helm. Die Vereinsfarben sind Blau und Gold.

## Erfolge
Die Winnipeg Blue Bombers konnten bisher dreizehnmal aus den Playoffs der West Division als Sieger hervorgehen, das erste Mal in ihrem Gründungsjahr. Die East-Division-Meisterschaft konnten sie sechsmal für sich entscheiden, das erste Mal 1987. Sie nahmen bisher 27 mal am Grey Cup teil und gewannen ihn zwölfmal, das erste Mal im Gründungsjahr.
Das Labatt Blue wurde nach den Winnipeg Blue Bombers benannt.

## Team

### Legende
| RB Runningback | G Guard              | LB Linebacker        | WR Wide Receiver  | SB Slotback     |
| QB Quarterback | T Tackle             | DT Defensive Tackle  | DB Defensive Back | K Kicker        |
| FB Fullback    | C Center             | DE Defensive End     | CB Cornerback     | P Punter        |
| TE Tight End   | OL Offensive Lineman | DL Defensive Linemen | S Safety          | LS Long Snapper |